# 崔秉烈

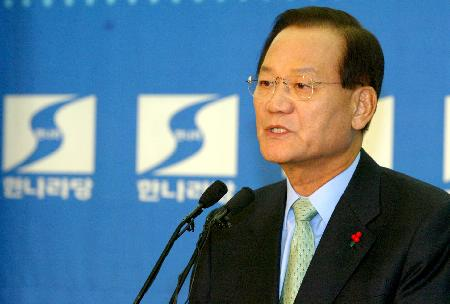
崔秉烈

崔 秉烈（チェ・ビョンニョル、최병렬、1938年9月16日 - 2022年12月2日）は、大韓民国の政治家。第29代ソウル特別市長、ハンナラ党代表（2003年 - 2004年）、第12・14・15・16代国会議員を務めた。カトリック教徒。本貫は和順崔氏。

## 生涯
1938年9月、慶尚南道山清郡に生まれる。釜山高等学校（1957年卒）、ソウル大学校行政学科（1964年卒）、南カリフォルニア大学新聞大学院新聞学修士（1973年）。
朝鮮日報編集局長を経て、1988年に大統領秘書室政務首席秘書官、同年文化公報部長官（ - 1989年）、1990年に初代国政広報処長官に就任、8代労働部長官（1990年 - 1992年）。1992年3月の総選挙で民主自由党全国区から出馬し当選、大統領職引継委員会委員を務めた。1994年11月の聖水大橋崩落事故の発生に伴い民心を収拾するために李元鐘の後任として慶尚北道知事だった禹命奎が市長に任命されたが、市建設局道路保守課長として聖水大橋建設に関わってたことが問題視されて批判が噴出。たった11日で禹を市長職から解任し第29代ソウル特別市長として官選最後の市長職に就いた。退任の1日前に三豊百貨店崩壊事故が発生したため、後任の趙淳との市長職の引継ぎは三豊百貨店の崩壊現場で行われた。
その後、第15代（新韓国党）、第16代（ハンナラ党）と国会議員を歴任し、2003年6月に韓国政党史上初めて23万代議員の直接投票を通じて当時の最大野党であるハンナラ党の代表に当選した。盧武鉉政府を相手に強硬路線を続けた崔は、2003年11月、当時の大統領の盧武鉉が側近不正疑惑関連の特検法に拒否権を行使すると、断食闘争に出た。10日間の断食の末、結局国会が特検法を再議決する成果を挙げた。しかし2004年3月、「チャッテギ事件」と呼ばれるハンナラ党の大統領選挙不法資金事件に加え、盧武鉉大統領の弾劾訴追案がハンナラ党などの賛成多数で可決したことに対する国民の反発がきっかけで党支持率が急落した責任を取り、代表の座を退いた。そして、第17代総選挙ではハンナラ党の公薦が得られず、脱落した。
晩年は朴槿恵の元老諮問グループである「七人会」のメンバーとして活動した。2022年12月2日に死去。84歳没。

## エピソード
元から推進力が強い強硬な人物であり、記者時代は後輩たちから「チェトラー」と呼ばれる。労働部長官在任中にも蔚山の現代自動車工場でのストライキに対して強硬な対応策を取った。
1995年の半ばには首長公選制による地方自治への転換があったため、最後の官選ソウル市長として知られる。

## 親族
ジャーナリスト、元TV朝鮮編成本部長の崔喜畯は息子。元検事、ソウル東部地方検察庁検事長の韓璨湜は娘婿。元検事、青瓦台首席秘書官の崔在卿と元国会議員の崔球植は9親等の甥である。また、甥の1人（弟の息子）は国会議員の千正培の長女と結婚した。

## 参考資料・外部リンク
- 東亜日報編『한국의 窓 2009』（韓国の窓、2009年）、別冊『인명록』（人名録）
- アジア経済研究所編『アジア動向年報』（アジア経済研究所）
- 최병렬（崔秉烈） - 大韓民国憲政会

| 公職        | 公職                          | 公職        |
| ----------- | ----------------------------- | ----------- |
| 先代 禹命奎 | ソウル特別市長 1994年～1995年 | 次代 趙淳   |
| 党職        |                               |             |
| 先代 徐清源 | ハンナラ党代表 2003年～2004年 | 次代 朴槿恵 |